# Honey, I Blew Up the Kid
Honey, I Blew Up the Kid (Cariño, he agrandado al niño en España y Querida, agrandé al bebé en Hispanoamérica) es una película infantil estadounidense de 1992, dirigida por Randal Kleiser y protagonizada por Rick Moranis, que repitió su papel de Wayne Szalinski. Es una secuela de Honey, I Shrunk the Kids (1989).
Marcia Strassman vuelve a actuar como Diane, la esposa de Wayne; Robert Oliveri repite el papel de Nick, el niño encogido.  Keri Russell se incorpora al elenco original en el papel de la niñera Mandy. John Shea, Lloyd Bridges y Amy O´Neill completan el elenco.
Esta película tuvo una nueva secuela en 1997, presentada directamente en video con el título Honey, We Shrunk Ourselves y un programa de televisión en 2005 titulado Honey, I Shrunk the Kids: The TV Show.

## Sinopsis
Han pasado tres años desde que el profesor Wayne Szalinski (Rick Moranis) redujo a los niños. Él y su familia se han trasladado desde California a Nevada y han tenido otro hijo llamado Adam, de 2 años y medio de edad. Su esposa, Diane (Marcia Strassman) va a ayudar a su hija, Amy (Amy O'Neill) a instalarse en la universidad, por lo que se va con ella mientras Wayne queda a cargo de su hijo mayor, Nick (Robert Oliveri) y de Adam. 
Nick ha madurado desde lo sucedido con el rayo encogedor. Él está más interesado en la guitarra eléctrica y tiene un gusto por Mandy Park (Keri Russell), una chica que conoce en su trabajo, a pesar de que ella, aparentemente, no siente lo mismo por él. De otro lado, Wayne y Nick trabajan en un nuevo proyecto científico, un rayo agrandador, mientras el Dr. Charles Hendrickson (John Shea) está tratando de hacerse cargo del proyecto. Una noche, Wayne comienza a experimentar con el juguete de Adam, un conejo de peluche, para probar su rayo agrandador tras haber entrado al laboratorio pero Adam se interpone entre la máquina y su conejo, arruinando el experimento. Al día siguiente, Adam comienza a crecer a través de las ondas eléctricas del microondas. Al ver a Adam tan crecido Wayne y Nick tratan de llevarlo de nuevo al laboratorio, pero es detenido por Hendrickson. Ese día, Diane regresa a casa despues de dejar a Amy en el aeropuerto y se sorprende al encontrar a su hijo de 2.1 metros de altura. Al rato, Wayne y Diane van a un almacén del laboratorio buscando el rayo original de Wayne para reducir el tamaño de Adam a su tamaño normal, mientras que Nick debe mantener a Adam en casa. Rato más tarde, Mandy llega a la casa de Nick y al ver el tamaño descomunal de Adam ella intenta 
huir pero luego es maniatada por Nick. Después de que Nick le explica lo que pasó, Adam entonces se expone a la televisión y escapa atravesando las paredes de la casa, teniendo 4.6 metros de altura por lo que Nick y Mandy comienzan a buscarlo por toda la ciudad. 
En el almacén, Diane y Wayne encuentran la maquina y de inmediato van a casa pero luego son perseguidos por la policia. De otro lado, Hendrickson se entera de lo ocurrido con Adam y le informa a su jefe, Clifford Sterling (Lloyd Bridges). Mientras tanto Hendrickson y su escuadrón persiguen a Adam en un camión. De otra parte, Wayne y Diane regresan a casa con el rayo encogedor, descubriendo que Adam, Nick y Mandy ya se habian ido. Luego de ser capturado junto con Nick y Mandy, Adam destruye el camión después de que creciera a 15 metros de altura y de paso Adam guarda a Nick y Mandy en su bolsillo. Mientras tanto, Sterling se da cuenta de los planes de Hendrickson y da su apoyo a Wayne y Diane para reducir a Adam a su tamaño normal. Wayne descubre que el crecimiento de Adam se debe a que se ha expuesto a las ondas electromagneticas y que el bebé se dirige directamente a Las Vegas.
Ahora de 34 metros de altura, Adam comienza a causar disturbios en las calles de Las Vegas, tomando varios objetos como si fueran juguetes, entre ellos, la guitarra del Hard Rock Café. Allí, Hendrickson intenta dispararle a Adam con cartuchos tranquilizantes desde un helicóptero, pese a las objeciones del piloto destruyendo la guitarra. Los ciudadanos y visitantes de Las Vegas se sorprenden al ver al bebé gigantesco en forma de monstruo huyendo despavoridos, pero Adam cree que los edificios de Las Vegas y todas las luces de neón son como un patio de juegos para él. Rapidamente, Wayne y Diane llegan a tiempo con la policia, pero todavía hay un problema, Adam tiene que estar quieto durante 12 segundos para poder activar el rayo por lo que Diane le pide a Wayne que la agrande. Una vez agrandada, Diane detiene a Hendrickson y su piloto. Luego de lograr que Adam se quede quieto Wayne los encoge a los dos a su tamaño normal. 
Posteriormente el Dr. Hendrickson se excusa sobre su razón de dispararle a Adam diciendo que los cartuchos tranquilizantes no significaría hacerle daño a el, pero Diane le da un puñetazo dejandolo en el piso. Mientras tanto, Nick, quien queda reducido dos veces durante el experimento, ya que se encontraba en el bolsillo de Adam, se gana el corazón de Mandy mientras ambos estan en un carro que Adam guardó en el bolsillo oyendo las noticias. Al rato, Adam está encantado de ver a su conejito de 15 metros de altura fuera de la casa. Finalmente Wayne y Diane se dan un beso mientras aparecen los créditos.

## Reparto
- Rick Moranis como Wayne Szalinski.
- Marcia Strassman como Diane Szalinski.
- Robert Oliveri como Nick Szalinski.
- John Shea como Dr. Charles Hendrickson.
- Lloyd Bridges como Clifford Sterling.
- Keri Russell como Mandy Park.
- Amy O'Neill como Amy Szalinski.
- Ron Canadá como Preston Brooks.
- Josué Shalikar como Adam Szalinski.
- Daniel Shalikar como Adam Szalinski.
- Gregory Sierra como Terence Wheeler.
- Michael Milhoan como capitán Ed Myerson.
- Leslie Neale como Constance Winters.

## Producción
La película, al principio no iba a ser una secuela de Honey, I Shrunk the Kids. Originalmente titulada Big Baby, se trataba de un niño joven que creció hasta el tamaño gigante en un extraño accidente que implica a rayos de crecimiento y, finalmente, aterroriza a Las Vegas en forma violenta. Sin embargo luego de ver las similitudes de las historias de ambas películas, los productores de Disney vieron posibilidades y se convencieron de fusionar ambas tramas y hacer con esto, un seguimiento de la primera parte por lo que reescribieron el guion de la película. 
Mientras que la mayoría de los personajes de Big Baby se adaptaron como personajes de Honey, I Shrunk the Kids, sin embargo debido a que no había ningún personaje que pudiera tomar el lugar de Amy Szalinski (interpretada por Amy O’Neill), y al no poder tampoco incluirla con importancia dentro de la trama, en lugar de excluir a su personaje de la historia, Amy va a la universidad en el comienzo de la película.

### Casting
Rick Moranis vuelve de la película original de retratar al "loco" inventor Wayne Szalinski. También regresa la esposa de Wayne, Diane, que es interpretada por Marcia Strassman. Amy O'Neill, Robert Oliveri vuelven a retratar a los niños Szalinski, Amy y Nick. Nick ha madurado en su personalidad e intereses desde la última película. Él todavía se considera "nerd", pero ha tomado más interés en las niñas y las guitarras. 

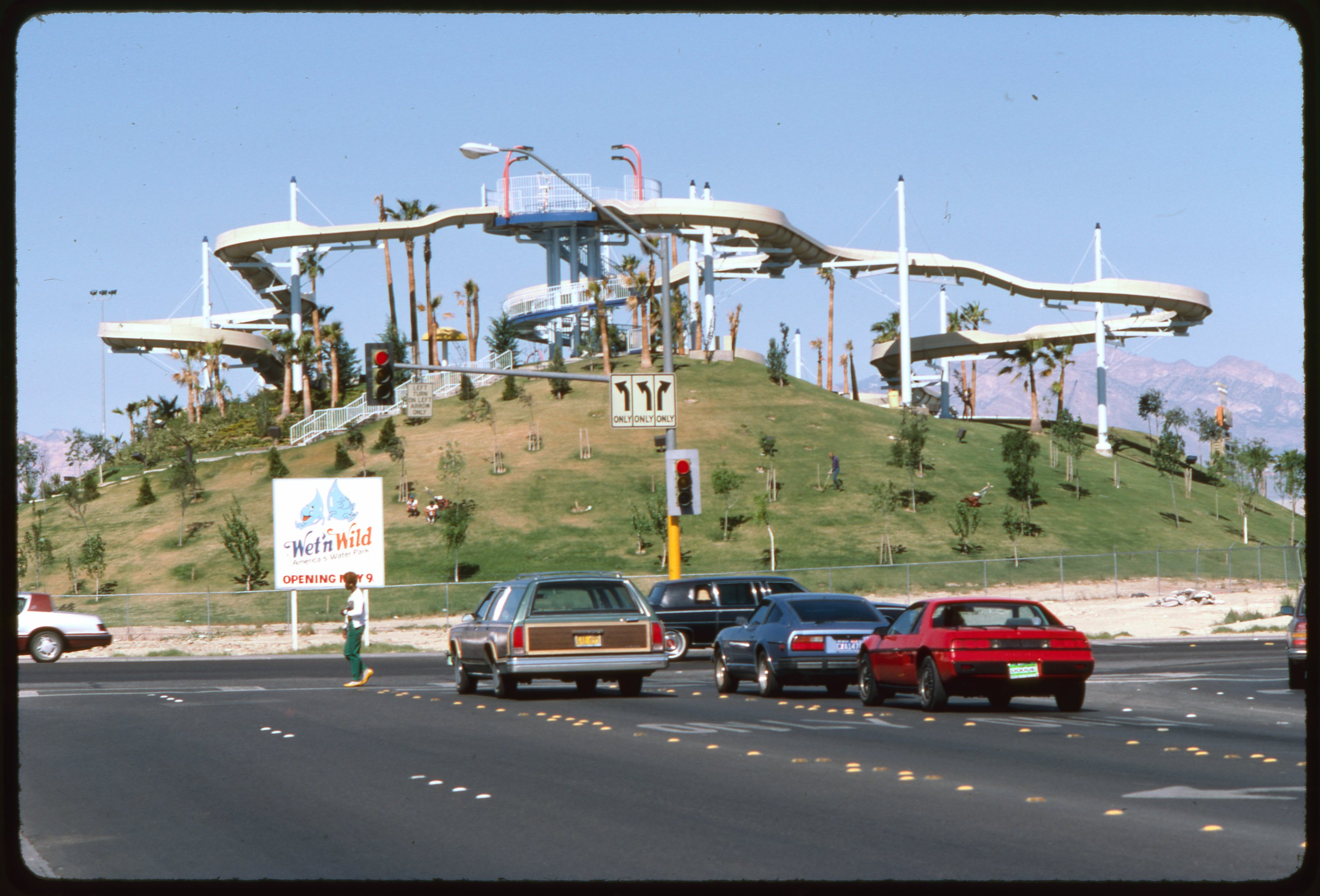
Wet 'n Wild (Las Vegas), el parque donde se filmó en Las Vegas durante la película.

El director de casting fue Renee Rousselot. Buscó en un mar de 1.100 niños de corta edad a alguien para representar la más nueva adición en el clan Szalinski, Adam. Buscó en su mayoría de entre tres a cuatro años de edad a los niños ya que personificar a un niño menor podría haber sido difícil, ya que se suponía que debían llevar a la película 32.000.000 dólares como presupuesto. Rousselot consiguió entonces dos gemelos jóvenes, Daniel y Josué Shalikar, desde Nueva Jersey e inmediatamente los utilizó en diciembre de 1990. Uno de los gemelos actuaba en la mañana, mientras que el otro estaba almorzando o tomando una siesta. De la consultora Elaine Hall Katz y el director Randal Kleiser sería el plan de escenas de los gemelos con una semana de antelación. Tom Smith informó que, "En el suyo, Dan fue casi demasiado aventurero para repetir un movimiento, y Josh parecía muy cauteloso. Póngalos juntos y se podía hacer nada." Sin embargo, la película tuvo dificultades para trabajar con niños pequeños, y un miembro de la tripulación más tarde comentó que era "como jugar a la rayuela en los carbones calientes". En ese momento, los Shalikar estaban programados para aparecer en dos películas más de la saga. Ellos realmente actuaron completamente en la película una vez, pero aparecieron en Honey, We Shrunk Ourselves.

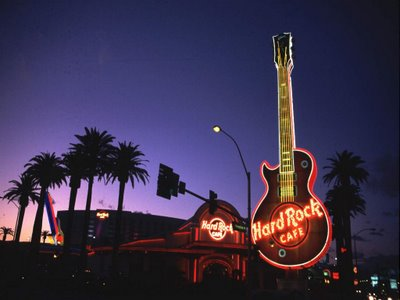
La película se filmó en Las Vegas, Nevada donde se muestra el cartel de Hard Rock Café.

En la película, Nick está enamorado de una chica llamada Mandy Park, protagonizada por Keri Russell, es su primer largometraje. John Shea retrata al Dr. Charles Hendrickson, que es intrigante para obtener el control de Wayne del proyecto, mientras que Lloyd Bridges interpreta a Clifford Sterling, el propietario de los laboratorios.

### Dirección
Randal Kleiser, director de Colmillo Blanco y Grease, fue elegido para dirigir esta película, en sustitución de Joe Johnston. Kleiser volvería al cine con el elenco de la serie en 3D, Honey, I Shrunk the Audience!, que estaba en varios parques de Disney hasta el 2010. Al igual que en la primera película y en Grease, los créditos de apertura eran dibujos animados. 
La producción comenzó el 17 de junio de 1991. El rodaje tuvo lugar en Vista del Mar, Nevada, para la participación de las partes de la casa del Szalinski. También se utiliza ampliamente lugares fue bien conocida en Las Vegas como el Hard Rock Café y el Hotel Mirage. El parque acuático, donde es el primer personaje de Keri Russell se introduce Wet n 'Wild, en el área de Las Vegas. Fue cerrado en 2004, doce años después de la película. 
Los efectos especiales fueron utilizados en gran medida a lo largo de la película, pero algunos no lo eran. Cuando Adán derriba la puerta del cuarto de niños, el diseñador de producción Leslie Dilley creado un conjunto de muebles en miniatura alrededor de cuatro pies de distancia de la cámara, mientras que los actores adultos sería de unos cinco metros de distancia. Kleiser recordó, "Danny fue en general mejor en la improvisación y las reacciones fresco. Josh era mejor en las direcciones siguientes, por lo que sería suplente".

### Banda sonora
Intrada Records publicó la banda sonora en 1992, a tiempo para el lanzamiento de la película. La música de la película fue compuesta y dirigida por Bruce Broughton, que volvería a realizar la música de  Honey, I Shrunk the Audience!. El tema "Stayin' Alive" de los Bee Gees aparece en la película, al igual que "Loco-Motion" de Carole King y Gerry Goffin. 

#### Lista de canciones
- 1. "Main Title" - 03:03
- 2. "To the Lab" - 01:53
- 3. "Adam Gets Zapped" - 00:53
- 4. "Putting on Weight?" - 01:19
- 5. "Macrowaved" - 3:15
- 6. "How'd She Take It?" - 03:11
- 7. "Sneaking Out" - 01:12
- 8. "Don't Touch That Switch!" - 00:26
- 9. "The Bunny Trick" - 02:41
- 10. "Get Big Bunny" - 04:11
- 11. "Clean the Streets" - 3:00
- 12. "Car Flight" - 4:38
- 13. "Ice Cream!" - 3:47
- 14. "Look at That Mother!" - 02:26
- 15. "That's All Folks!"- 04:20

## Recepción

### Taquilla
La película se estrenó el 17 de julio de 1992 a 2492 salas, casi el doble que la primera película. Fue número 1 en la apertura de fin de semana con 11.083.318 dólares, y recaudó 58.662.452 dólares en los EE.UU., para finalmente terminar en 76 millones en todo el mundo, una recaudación demasiado pobre a comparación de su predecesora que fue un tuvo una gran acogida de parte del público y fue un éxito mundial en taquillas.

### Crítica
La película tuvo críticas generalmente mixtas. Tiene un "podrido" calificación de 40% en Rotten Tomatoes. Desson Thompson y Hal Hinson, ambos escritores del Washington Post, coincidió en que la película era "una película de una broma." Roger Ebert, del Chicago Times, dijo que Adán "no participa en el mundo real, sino simplemente se encuentra gateando alrededor."

## Juicio
Disney más tarde se convertiría en el objeto de una demanda como resultado de la película, producida por un locutor de programa de juegos que también había hecho guiones y se le ocurrió la idea de un niño de gran tamaño después de la niñera de su nieta y verla caer sobre los bloques de construcción. Su guion ha sido revisado, pero nunca hizo una película, y fue titulado "Ahora, que es un bebé!". Disney finalmente un arreglo extrajudicial. El guion tenía ideas diferentes, aunque pocos. Uno de ellos era que el bebé iba a ser una niña en cambio, que se convirtió en gigante como resultado de un experimento genético en lugar de una máquina de rayos. Sus padres eran científicos desesperadamente de encontrar alguna manera de cambiar su espalda. El antagonista en el guion no era un compañero de trabajo, sino un militar de línea dura, que busca eliminar la pequeña gigante por la implementación de una batería de misiles en su contra, argumentando con Washington que arruinará todas las ciudades si no se controla, sino que también buscan ser su única oportunidad de ser aclamado como un héroe.